# Roberto Baccaro
Roberto Baccaro (Lendinara, 4 ottobre 1948) è un karateka e maestro di karate italiano.
È un docente di arti marziali tra i più titolati ed importanti.

## Traguardi professionali
Inizia lo studio del Karate Shotokan presso la palestra "Hiroshi Shirai" di Bologna nel 1967, sotto la guida del Maestro Bruno Baleotti. La sua grande dedizione lo porta, il 18 luglio 1971, a conquistare il 1º Dan AIKA (Accademia Italiana Karate) e JKA (Japan Karate Association) subito seguito, a distanza di pochi mesi, dà il 2º Dan il 19 dicembre 1971 con FESIKA (Federazione Sportiva Italiana Karate) e JKA. Settimanalmente, per 10 anni, partecipa alle lezioni del M° Hiroshi Shirai presso la sede FESIKA di Via Piacenza a Milano, intervenendo inoltre a diversi stage di approfondimento con i migliori Maestri giapponesi JKA: Taiji Kase, Masatoshi Nakayama, Hidetaka Nishiyama, Keinosuke Enoeda, Mikio Yahara, Hirokazu Kanazawa e Norihiko Lida. 
Atleta di primo piano, conquista più volte il titolo di Campione Italiano sia nelle competizioni di Kumitè (combattimento) che di Kata (forme) entrando a far parte della Squadra Nazionale. 
Di pari passo con il suo impegno arrivano gli altri importanti traguardi: il 10 gennaio 1974 raggiunge il 3º Dan FESIKA e JKA, il 29 ottobre 1975 consegue la qualifica di Maestro di Karate Shotokan FESIKA e il 10 luglio 1976 ottiene il 4º Dan AIKA.
Da sempre molto aperto ed attento ad ogni tipo di conoscenza, nello stesso periodo e contestualmente al Karate, inizia lo studio del Kung Fu Shaolinquan con il Maestro Chang Dsu Yao. Una svolta questa che influenzerà molto la sua evoluzione marziale futura e che gli aprirà un mondo vasto ed affascinante nel quale entrerà in contatto anche con gli stili più morbidi come il Taijiquan e il Qui Gong. Nel 1980, lo studio intenso di questa disciplina, lo porta ad essere convocato in Nazionale per partecipare al Campionato Mondiale di Kung Fu organizzato dalla CKWPA (Chinese Worldwide Kuoshu Promotional Association) a Honolulu (Hawaii). Durante questa competizione riuscirà a conquistare un prestigiosissimo terzo posto pari merito nel combattimento. Il primo di ottobre dello stesso anno la FeIK (Federazione Italiana Kung Fu), nella persona del Maestro Chang Dsu Yao, gli conferisce il 1° Chien.
Mentre nel Karate Shotokan, il 1º febbraio 1988, consegue il 5º Dan FITAK (Federazione Italiana Taekwondo e Karate), la sua esperienza marziale continua ad espandersi coinvolgendo anche le specialità del Kobudo e del Karate Gōjū-ryū grazie all'incontro con il M° Toshio Tamano che seguirà per un decennio.
Spinto dal suo inesauribile desiderio di conoscenza, oltre alle Arti Marziali, intraprende anche lo studio delle discipline ad esse affini come: l'Hata Yoga (nel quale diventa Maestro nel 1981), lo Shiatsu e il Reiki.
Nel 1993 entra in FESAM (Federazione Sammarinese Arti Marziali) con l'incarico di Direttore Tecnico Settore Karate. Un legame professionale questo che si è via via consolidato nel tempo e che prosegue ancora oggi con grandi soddisfazioni. La federazione gli conferisce il 6º Dan il 2 giugno 1993, il 7º Dan il 2 ottobre 2000 e l'8º Dan il 27 settembre 2007.
Nel 2010 la IAKSA gli attribuisce il 9º Dan di Karate Shotokan e contestualmente riprende l'attività agonistica ottenendo grandi risultati, a livello sia europeo che mondiale, nelle categorie Master.
Di notevole importanza anche il suo impegno sociale il quale lo ha spinto, a partire dal 1999 fino ad arrivare ai giorni nostri, a stringere una collaborazione con il reparto di Neuropsichiatria Infantile USL di Modena, per l'insegnamento del Karate a bambini e ragazzi con disabilità intellettiva. Collaborazione che inizialmente prevedeva un unico gruppo sperimentale ma che, con il passare del tempo, grazie agli ottimi risultati ottenuti, si è estesa fino a cinque corsi distinti partendo dal bambino di 3 anni fino ad arrivare all'adulto. I grandi progressi ottenuti da questi ragazzi sia da un punto di vista motorio, cognitivo oltre che emotivo, hanno reso possibile la loro partecipazione a manifestazioni di grande prestigio quali:
n. 4 edizioni della World Cup IAKSA/FESAM dal 2011 al 2014; European Day of Integrated Sport 2015; n. 1 Coppa Italia CSEN 2015; n. 2 Campionati Italiani CSEN 2015 e 2016.
La vasta esperienza acquisita dal Maestro in questo campo è fonte di grande interesse tanto da essere invitato a partecipare, in veste di relatore, a due importanti conferenze organizzate dal Servizio Sanitario Regionale USL di Modena. La prima nel 2015, tema trattato: “Lo Sport nel trattamento della disabilità evolutiva”; la seconda nel 2017 in occasione della Settimana della Salute Mentale dal tema: “Disabilità e Sport. Imparare a stare insieme con lo sport… A che punto siamo?”.
Famoso per le sue straordinarie esibizioni di arti marziali, un'occasione per lui nella quale fondere tutte le esperienze maturate nel corso della sua carriera. 
A questo proposito, ricordiamo il primo posto ottenuto alla Pasqua del Budo, organizzata dalla SKKI, a Milano il 25 aprile 1981 grazie ad una esibizione di Kung fu.
Attualmente Direttore Tecnico presso la Palestra Taiji Kase di Modena, da lui fondata nel 1969, oltre all'insegnamento degli stili tradizionali, divulga anche il suo personale metodo di studio sulle Arti Marziali e sullo Yoga denominati rispettivamente: Doky Kanku Oio e Doky Yoga. Al loro interno sono state condensate tutte le nozioni apprese nel corso di una "Ricerca" che si protrae da una vita.

## Riconoscimenti
- A Bologna il 23 marzo 1974, in occasione della Coppa Italia FESIKA, riceve direttamente dal M° Hiroshi Shirai l'ambita Coppa "Kanto Sho" come migliore atleta della competizione.
- A Serravalle (RSM) il 17 novembre 2012 riceve dal Presidente del Panathlon Dott. Leo Achilli, il Premio Fair Play 2012 - Premio alla Carriera, in occasione della giornata mondiale del Fair Play. Il servizio della rete televisiva Sammarinese: RTV San Marino
- Modena, 17 Maggio 2017: il quotidiano cittadino con il maggior numero di lettori, la "Gazzetta di Modena", pubblica un'intervista rilasciata il giorno prima dal Maestro, all'interno di un inserto speciale nel quale si parla delle "Eccellenze" Modenesi. L'intervista sul sito della Gazzetta di Modena

## Video
- Intervista al Maestro Roberto Baccaro, su youtube.com.
- Esibizione al Campionato Mondiale IAKSA/FESAM 2011, su youtube.com.
- Esibizione al Campionato Europeo W.K.S.A. 1993, su youtube.com.
- Lezione ai Bambini 1987/88, su youtube.com.
- Il Maestro in occasione del Campionato Mondiale di Kung Fu 1980, su youtube.com.
- Esibizione di Kung Fu fine anni '70, su youtube.com.